# Nos étoiles contraires
Cet article concerne le roman. Pour le film, voir Nos étoiles contraires (film).
Nos étoiles contraires (titre original : The Fault in Our Stars) est un roman pour adolescents de l'écrivain américain John Green édité en janvier 2012 par Dutton Books. 
Il a été édité en 2013 par Nathan Jeunesse en français.
Le roman a connu un grand succès public et critique, figurant pendant 7 semaines consécutives en tête de la New York Times Best Seller list. 
Il a fait l'objet d'une adaptation cinématographique en 2014, avec dans les rôles principaux Shailene Woodley et Ansel Elgort.

## Titres
Le titre original est tiré de l'acte I, scène 2 de la pièce de Shakespeare, Jules César, où Cassius dit à Brutus : 
| « The fault, dear Brutus, is not in our stars, But in ourselves, that we are underlings. » — William Shakespeare, Jules César (1599) | « Si nous ne sommes que des subalternes, cher Brutus, La faute en est à nous et non à nos étoiles. » — Traduction de François-Victor Hugo (1872) |

En français, le titre est issu de la pièce Roméo et Juliette, également écrite par Shakespeare, où le chœur dit « A pair of star-crossed lovers take their life », soit « A pris naissance, sous des étoiles contraires, un couple d'amoureux ».

## Résumé
L'histoire se déroule à Indianapolis, Hazel Grace Lancaster est une jeune fille de 16 ans atteinte du cancer de la thyroïde.            
Bien qu'elle s'y ennuie énormément, sa mère la force à fréquenter un groupe de soutien animé par Patrick. Un jour, lors d'une réunion du groupe, elle fait la connaissance d'Augustus Waters, un garçon de 17 ans. Il est là pour soutenir son ami, Isaac (qui est aussi l'ami de Hazel Grace), un garçon blond aveugle.
Après la réunion, il invite Hazel à venir voir un film chez lui. Le courant passe très bien entre les deux ados et à la fin de la soirée, ils décident de lire le livre préféré de l'autre. Hazel recommande Une impériale affliction, de Peter Van Houten, et Augustus Le prix de l'aube.
Le soir même, Augustus envoie un courrier électronique à l'assistante de Peter Van Houten, qui réussit à persuader son patron de répondre à l'e-mail qu'Augustus a écrit. Peter Van Houten répond et leur dit qu’il ne peut répondre à leurs préoccupations qu’en personne à Amsterdam.
Augustus choisit d'utiliser son unique vœu en tant qu'enfant cancéreux pour aller à Amsterdam avec Hazel. Celle-ci se demande si ses parents seraient capables de se sacrifier à leur tour pour lui permettre d'aller à Amsterdam mais une brève discussion avec sa mère lui fait prendre en compte toutes les difficultés liées à sa maladie et le fait que ses parents ne s'en sortent plus.
Le lendemain, Augustus lui demande de venir pique-niquer avec lui au parc et lui avoue qu'il a utilisé son vœu pour pouvoir aller à Amsterdam avec elle afin de rencontrer le fameux Peter Van Houten. Le voyage aura lieu début mai. Aux anges, Hazel l'annonce à ses parents qui semblent assez réticents en raison des énormes complications que sa maladie va créer.
Durant la nuit, Hazel se réveille car elle n'arrive pas à respirer ; ses parents l’emmènent à l’hôpital. Ils lui expliquent qu'elle n'a pas d'autre tumeur, que ce sont ses poumons qui s'étaient remplis de liquide.
Sa maladie est stable. Lorsque Hazel pose la question du voyage à Amsterdam, le docteur Maria, une cancérologue, rétorque qu'elle ne voit aucun mal à ce qu'elle y aille, mais les docteurs ne sont pas unanimes et ses parents ne veulent pas qu'elle y aille sans l'accord de tous les médecins. Hazel proteste, mais la décision est prise.
Cependant, quelques jours après son retour à la maison, sa mère lui apprend qu'elle va finalement pouvoir participer au voyage, le docteur Maria jugeant son état de santé stable. Folle de joie, Hazel contacte Augustus.
Arrivée à Amsterdam, Hazel s'émerveille devant leur hôtel qui est sublime et, le soir venu, sort dîner avec Augustus à l'Oranjee. Augustus lui avoue alors qu'il est amoureux d'elle.
Le lendemain matin, ils s'apprêtent à aller rencontrer Peter Van Houten. S'attendant à voir un vrai génie, Hazel est déçue de constater que son auteur préféré n'est pas celui qu'elle croit : il refuse de répondre à ses questions.
En colère et pleine de désillusions, Hazel quitte en trombe la maison de Van Houten avec Augustus. Ils vont finalement à la maison d'Anne Frank. Elle embrasse alors Augustus, sous le regard de personnes qui les félicitent. Le lendemain, la veille de son départ, Augustus confie à Hazel qu'il a développé des métastases. Hazel fond en larmes.
Hazel voit avec horreur l'état de son petit ami se dégrader de jour en jour, elle se rend compte que le cas d'Augustus est désespéré et que ses jours sont comptés.
Augustus Waters meurt huit jours après ses pré-funérailles (il voulait assister à son enterrement et corriger les éloges funèbres).
Deux semaines après les funérailles d'Augustus, Hazel rend visite à Isaac. Ce dernier l'informe qu'Augustus avait écrit quelque chose à l'intention de la jeune fille, il explique qu'il s'agit de la suite improvisée du roman Une Impériale Affliction que le garçon lui avait promise et que c'était aussi, en quelque sorte, une lettre qu'il voulait réciter le jour des funérailles d'Hazel. Elle va lire la lettre.
Dans cette dernière, il y est décrit à quel point ses sentiments sont forts pour elle. Il achève ses confessions en prétextant qu'il aimait ses choix, certain qu'il voulait que ce soit Hazel qui le blesse et personne d'autre, et qu'il espérait qu'elle aimait les siens aussi. Et Hazel déclare qu'elle aime ses décisions.

## Publication

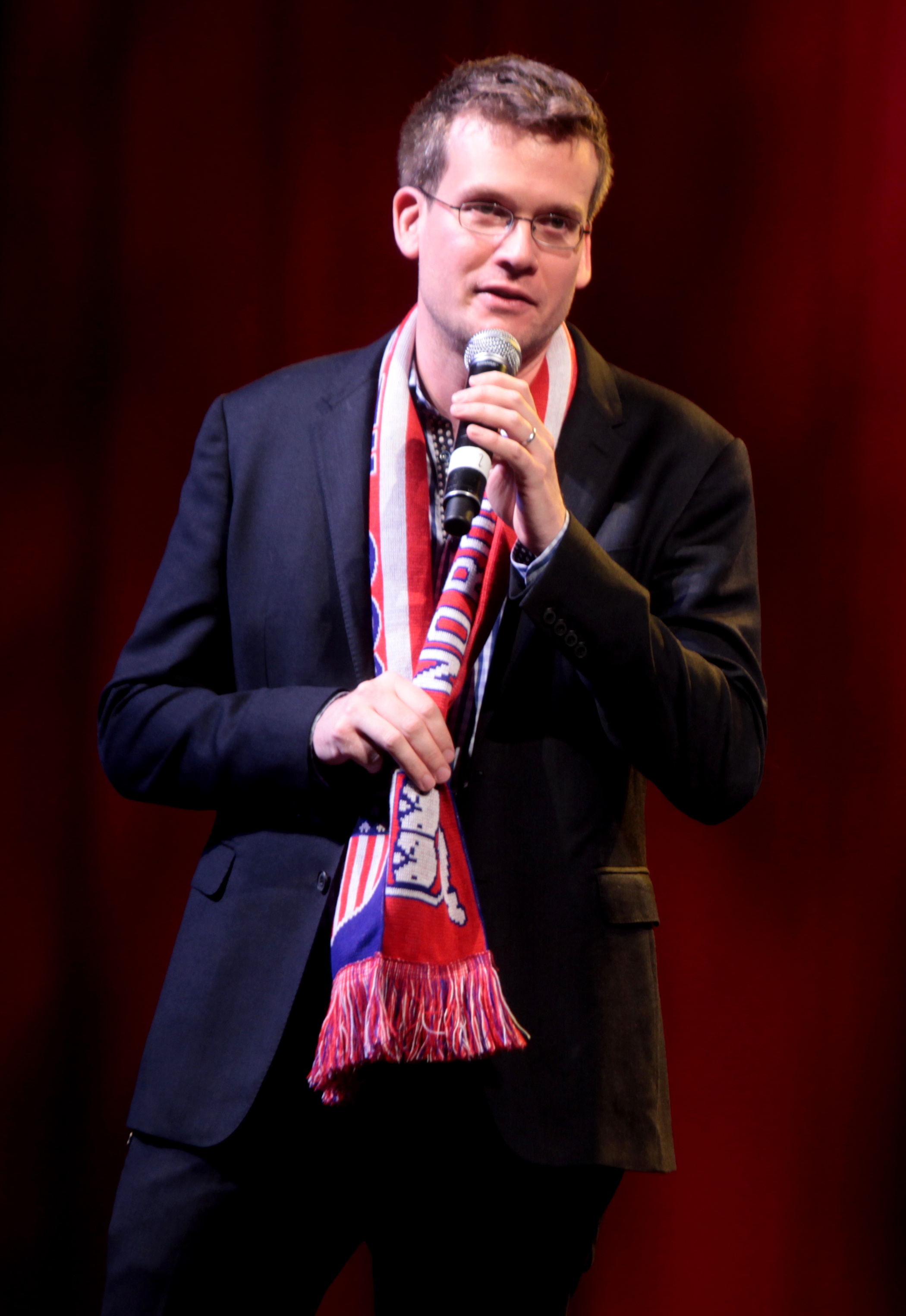
John Green en 2014

Il promet au public de signer chaque exemplaire précommandé. Le même jour, le roman fait son entrée dans le classement des meilleures ventes des boutiques en ligne Amazon et Barnes & Noble. En 2012, lors de sa sortie, le roman est tiré à 300 000 exemplaires et occupe la première place de la New York Times Best Seller list durant cinq semaines. En janvier 2013, les ventes du livre approchent le million d'exemplaires.
Le roman, traduit par Catherine Gibert, paraît dans les pays francophones sous le titre Nos étoiles contraires. Il est traduit en plusieurs autres langues, dont l'allemand et l'italien.

## Accueil critique
NPR estime que le livre et le film sont parfaits pour des jeunes adolescents. Le Washington Post loue l'authenticité des personnages.
The Fault in Our Stars arrive en tête de la liste des meilleurs ouvrages de fiction de l'année 2012 établie par le magazine Time. Il figure à la 3e place dans la sélection des meilleurs romans pour la jeunesse de l'année 2012 publiée par Babelia, le supplément culturel du journal espagnol El País.
D'après les critiques, le plus grand mérite du film comme du livre est leur façon de parler de la mort. Dans les deux œuvres, Hazel se questionne sur le temps qu'il lui reste à vivre et se demande si elle est capable de tomber amoureuse. 

## Prix et distinctions
- Prix des Incorruptibles 2015 (niveau troisième et seconde)[11].
- Prix jeunesse des libraires du Québec 2014[12].
- (international) « Honour List » 2014[13] de l' IBBY

## Livre audio
Le roman est adapté en livre audio par les éditions Audiolib, lu par Jessica Monceau.

## Adaptation cinématographique
Fox 2000, une filiale de 20th Century Fox, acquiert les droits d'adaptation cinématographique. En 2013, le studio confie la réalisation du film, dont le scénario est signé par Scott Neustadter et Michael H. Weber, au cinéaste Josh Boone.
Shailene Woodley y joue le rôle de Hazel tandis que Ansel Elgort interprète celui d'Augustus.